# (2831) Stevin
(2831) Stevin es un asteroide perteneciente al cinturón de asteroides descubierto el 17 de septiembre de 1930 por Hendrik van Gent desde la Estación meridional de Leiden, en Johannesburgo, República Sudafricana.

## Designación y nombre
Stevin recibió al principio la designación de 1930 SZ.
Posteriormente, en 1991, se nombró en honor del matemático neerlandés Simon Stevin (1548-1620).

## Características orbitales
Stevin está situado a una distancia media del Sol de 2,226 ua, pudiendo acercarse hasta 1,787 ua y alejarse hasta 2,666 ua. Tiene una excentricidad de 0,1974 y una inclinación orbital de 4,219 grados. Emplea 1213 días en completar una órbita alrededor del Sol.

## Características físicas
La magnitud absoluta de Stevin es 12,6.